# Park kralja Petra Svačića u Zagrebu
Park kralja Petra Svačića u Zagrebu je park u Zagrebu. koji se nalazi na Trgu kralja Petra Svačića. Površina parka iznosi cca. 0,5 ha i nalazi se u sklopu gusto naseljenih gradskih blokova. 

## Biljni pokrov
Veći dio visokostablašica, isključivo bjelogorice, posađen je na lokaciji parka 1925. godine. Osim elipsastih drvoreda obodno posađenih malolisnih lipa (Tilia cordata) u parku se nalaze i obične bukve (Fagus sylvatica), koje su sađene na slobodnim uglovima četvrtaste površine.

## Povijest
Park je je uređen 1901. godine, prema nacrtu arhitekta Viktora Kovačića. Svečano je otvoren 1925. godine povodom tisućite obljetnice Hrvatskog kraljevstava.
Preuređen je 1930-ih prema projektu Ćirila Jeglića. Park je u Drugom svjetskom ratu znatno oštećen, pa arhitekt Zvonimir Koni 1956. godine obnavlja Jeglićevu zamisao trga tako da dodaje dječje igralište, asfaltnu plohu za koturaljke i umjetno jezero. Kasnije je u jezero postavljena i skulptura "Dječak" Antuna Augustinčića, pa jezero postaje fontana. Perivojni trg obnavljan je i 1991.godine kada su obnovljene staze i dječje igralište.